# Abdul Latif Al-Younes
Abdul Latif Al-Younes (en árabe: عبد اللطيف اليونس‎; Beit al-Sheikh, Safita, Siria; 1914 - 28 de marzo de 2013) fue un político y autor sirio que tuvo actividad periodística en Brasil y en Argentina. Fue elegido miembro de la Cámara de Representantes de Siria en 1949 y en 1954; además de votado diputado por Safita en 1961, cargo del que sería destituido con el golpe de Estado del 8 de marzo de 1963 y tras el cual se exiliaría en Sudamérica. Se asentó primariamente en Brasil, donde publicó el periódico Al-Anbaa (La Primicia) en São Paulo, y luego se radicó en Argentina, donde fundó el periódico Al-Watan (La Patria), publicado en árabe y en español. 
Fue miembro de Al-Rábita Al-Adabía, una asociación de literatura árabe en Argentina.

## Biografía
Nació en 1914 en el poblado de Beit al-Sheikh próximo a Safita, ciudad de la región mayoritariamente alauita del Levante. Entre sus maestros iniciales se encuentran Jabr Doumit y el lingüista y escritor Sheikh Abdul Rahman Al-Khair. Escribió sus primeras piezas de poesía a los 14 años y su primer artículo periodístico trató sobre el estado de la sociedad a la sazón y fue publicado primariamente por la revista Al-Orouba; aunque más tarde sería reeditado por la revista Al-Makshif del Líbano y los periódicos Al-Bilad de Latakia, Al-Hadaf de Homs y Al-Fidaa de Hama. Trabajó como maestro en la ciudad de Wadi Al-Ayoun durante un año y luego como editor en jefe del periódico Sawt al-Haq de Latakia. Desde las páginas del mismo se opuso férreamente al mandato francés sobre Siria, lo que le valió abandonar Safita primero con destino a Trípoli; luego residiendo en Beirut, Damasco, Deir ez-Zor y finalmente Irak, donde padeció serias dificultades económicas hasta que consiguió trabajo como maestro en una escuela secundaria de Basora. Tras su independencia de Francia, regresó a Siria en 1946. En 1947 viajó por Sudamérica, donde dio varias conferencias en clubes árabes en apoyo a la causa palestina.
Fue elegido miembro de la Cámara de Representantes de Siria en 1949 y en 1954. En 1961, fue designado miembro por Safita en la Asamblea Constituyente y en el Parlamento resultante de la misma. Fue despojado de sus derechos civiles tras el golpe del 8 de marzo de 1963 por un decreto del 30 de abril del presidente de facto Louay Al-Atassi, tras lo que partió al exilio a Sudamérica. En su segunda llegada al continente visitó Venezuela, Argentina, Chile y Brasil, todos países con diásporas levantinas bien constituidas. Fundó el periódico Al-Anbaa (La Primicia) en São Paulo en 1969, el cual Nawaf Hardan -periodista libanés radicado en Brasil- obtuvo la licencia para publicar en 1975. Posteriormente se trasladó a Argentina, donde en 1978 fundó en Buenos Aires el periódico Al-Watan (La Patria), de edición bilingüe tanto en árabe como en español. Este último llegó a tener una tirada de veintemil ejemplares y fue muy popular en las colectividades sirio-libanesas de Argentina y Uruguay. Siguió publicándose hasta al menos el año 2002, en el que era dirigido por Pedro Tshakmakian, periodista de origen armenio-palestino.
En Argentina, realizó un estudio de posgrado en la Universidad Católica Argentina y dio conferencias sobre el impacto de la civilización árabe en la historia del hombre. Fue galardonado con el Premio Internacional Gibran Khalil Gibran, otorgado por la Asociación para el Renacer del Patrimonio Árabe de Australia. Tuvo dos hijas: Amal y Soumaya. Falleció el 28 de marzo de 2013 en su Safita natal, próximo a cumplir los 100 años de edad.

## Obra parcial
- La Nueva Generación, 1944
- Historia de la Revolución Alauita y su líder el jeque Saleh Al-Ali, Hama: Dar Al-Fida Press, 1947. Reeditado por el Ministerio de Cultura de Siria en 1959.
- Entre dos mundos: Una colección de conversaciones y artículos, 1955
- Shukri Al-Quwatli: Historia de una Nación en la vida de un Hombre, El Cairo: Dar Al-Maaref, 1959
- Expatriados, Saida: Al-Irfan Press, 1964
- Chafic Maluf, un poeta del genio; Buenos Aires, 1966
- Zaki Konsol, un poeta del querer y la nostalgia; Buenos Aires, 1967
- Desde el corazón de los acontecimientos, 1967
- Memorias del profesor Abdul Latif Al-Younes, Damasco, 1993